# Малый Ломовис
Малый Ломови́с — река в Тамбовской области, правый приток Большого Ломовиса (бассейн Оки).

## Описание
Длина реки 66 км, площадь бассейна 367 км². Исток в Кирсановском районе в 2,5 км к северо-западу от села Волхонщино. Общее направление течения — северо-северо-запад. Основная часть течения проходит по Бондарскому району. Впадает в Большой Ломовис на окраине деревни Квашнино в Пичаевском районе.
Имеются многочисленные пруды на притоках и в верховьях реки. Основные притоки: Чёрная (пр), Рожки (лв).
Территория водосбора изрезана балками, лесистоть низкая.
Населённые пункты
На берегах находятся сёла и деревни (от истока): Трубниково (Кирсановский р-н), Граждановка, Шилово, Чернавка, Коровино, Грибоедово, Трубниково (все — Бондарский р-н), Коршуновка (Пичаевский р-н).
В бассейне также находятся населённые пункты Максимовка, Усово, Холмы.

## Данные водного реестра
По данным государственного водного реестра России относится к Окскому бассейновому округу, водохозяйственный участок реки — Цна от города Тамбов и до устья, речной подбассейн реки — Мокша. Речной бассейн реки — Ока.
Код объекта в государственном водном реестре — 09010200312110000029348.